# دزیره چارنی
دزیره چارنی (انگلیسی: Désiré Charnay؛ ۲ مه ۱۸۲۸ – ۲۴ اکتبر ۱۹۱۵)  باستان‌شناس اهل فرانسه بود.
وی همچنین برندهٔ جوایزی همچون لژیون دونور (افسر) شده‌است.